# جونتر ماريا هالمر
جونتر ماريا هالمر (بالألمانية: Günther Maria Halmer) (و. 1943  م) هو ممثل ألماني، ولد في منطقة روزنهايم.

## وصلات خارجية
- جونتر ماريا هالمر على موقع IMDb (الإنجليزية)
- جونتر ماريا هالمر على موقع مونزينجر (الألمانية)
- جونتر ماريا هالمر على موقع قاعدة بيانات الأفلام العربية
- جونتر ماريا هالمر على موقع ألو سيني (الفرنسية)
- جونتر ماريا هالمر على موقع أول موفي (الإنجليزية)
- جونتر ماريا هالمر على موقع قاعدة بيانات الأفلام السويدية (السويدية)
- جونتر ماريا هالمر على موقع قاعدة بيانات الفيلم (الإنجليزية)
- جونتر ماريا هالمر على موقع كينوبويسك (الروسية)